# Ceracris chuannanensis
Ceracris chuannanensis is een rechtvleugelig insect uit de familie veldsprinkhanen (Acrididae). De wetenschappelijke naam van deze soort is voor het eerst geldig gepubliceerd in 1995 door Ou, Zheng & Chen.